# Joe Eszterhas
Joe Eszterhas, all'anagrafe József Eszterhas (AFI: [ˈjoːʒεf ˈεstεrhɒʃ]; Csákánydoroszló, 23 novembre 1944), è uno sceneggiatore, giornalista e saggista ungherese naturalizzato statunitense, autore di film di successo come Flashdance (1983), di Adrian Lyne e Basic Instinct (1992), di Paul Verhoeven.

## Biografia
È nato a Csákánydoroszló, in Ungheria, il 23 novembre 1944 figlio di István Eszterhas e di Mária Bíró, una famiglia cattolica. Emigra ancora bambino negli Stati Uniti, stabilendosi dapprima a New York e successivamente a Cleveland, nell'Ohio. Nel 1971 diventa giornalista per Rolling Stone, fino al 1975, quando passa al quotidiano The Plain Dealer. La prima sceneggiatura risale al 1978, per il film di Norman Jewison F.I.S.T., con Sylvester Stallone, ma l'autore inizia a farsi notare solo con la pellicola successiva. È il 1983 e Flashdance, che Eszterhas scrive con Tom Hedley, conquista il pubblico con la storia della ballerina Alex, interpretata da Jennifer Beals. Fra gli altri film che ha scritto Doppio taglio (1985), di Richard Marquand, Betrayed - Tradita (1988), di Costa-Gavras, Sliver (1993), di Phillip Noyce e Jade (1995), di William Friedkin.
Ma il lavoro migliore di Joe Eszterhas resta certamente Basic Instinct (1992), diretto da Paul Verhoeven, che sbanca i botteghini di tutto il mondo e per il quale lo sceneggiatore viene pagato dal produttore Mario Kassar con 3 milioni di dollari, una cifra impensabile per i tempi. Il sodalizio con Verhoeven, però, non proseguì con lo stesso successo: il successivo Showgirls, del 1995, si rivelò infatti un notevole insuccesso di critica e pubblico. Nel 2001 gli viene diagnosticato un tumore alla laringe, che deve essere asportata in gran parte. Dopo essersi ristabilito cambia vita, riavvicinandosi al cattolicesimo e pubblicando le sue memorie nel 2008.

## Filmografia parziale

### Soggetto
- F.I.S.T., regia di Norman Jewison (1978)
- Betrayed - Tradita (Betrayed), regia di Costa-Gavras (1988)
- Music Box - Prova d'accusa (Music Box), regia di Costa-Gavras (1989)
- Basic Instinct, regia di Paul Verhoeven (1992)
- Showgirls, regia di Paul Verhoeven (1995)
- Basic Instinct 2, regia di Michael Caton-Jones (2006)

### Sceneggiatore
- Flashdance, regia di Adrian Lyne (1983)
- Doppio taglio (Jagged Edge), regia di Richard Marquand (1985)
- Hearts of Fire, regia di Richard Marquand (1987)
- Betrayed - Tradita (Betrayed), regia di Costa-Gavras (1988)
- Music Box - Prova d'accusa (Music Box), regia di Costa-Gavras (1989)
- Al diavolo il paradiso (Checking Out), regia di David Leland (1989)
- Basic Instinct, regia di Paul Verhoeven (1992)
- Sliver, regia di Phillip Noyce (1993)
- Accerchiato (Nowhere to Run), regia di Robert Harmon (1993)
- Showgirls, regia di Paul Verhoeven (1995)
- Jade, regia di William Friedkin (1995)
- Telling Lies in America - Un mito da infrangere (Telling Lies in America), regia di Guy Ferland (1997)
- Hollywood brucia (An Alan Smithee Film: Burn Hollywood Burn), regia di Arthur Hiller (1997)
- Children of Glory (Szabadság, Szerelem), regia di Krisztina Goda (2006)